# Рогозін Олег Костянтинович
Олег Костянтинович Рогозін (рос. Олег Константинович Рогозин; 31 жовтня 1929, Москва, СРСР — 24 березня 2010, Москва, Росія) — радянський учений, організатор оборонної промисловості СРСР. Генерал-лейтенант, заступник начальника служби озброєнь Міністерства оборони СРСР (до 1989 року). Професор, доктор технічних наук. Батько російського політика та пропагандиста Дмитра Рогозіна.

## Біографія
Олег Рогозін народився 31 жовтня 1929 в Москві. 
У січні 1944 — листопаді 1946 років — слюсар-механік заводу №339 НКАП (м. Москва). У листопаді 1946 — грудні 1948 років — механік у Всеросійському науково-дослідницькому інституті автоматики імені Духова.
В армії з січня 1949 року. У грудні 1951 року закінчив 1-е Чкаловське військове авіаційне училище льотчиків і до серпня 1954 року служив у ньому льотчиком-інструктором.
Торішнього серпня 1959 року закінчив Військово-повітряну інженерну академію імені М. Жуковського. Працював у центральному апараті Міністерства оборони СРСР. У 1971 році Олег Костянтинович був призначений заступником начальника відділу дослідного будівництва та серійних замовлень центрального апарату Військово-повітряних сил. У 1974 році Рогозін призначається першим заступником начальника Управління дослідного будівництва та серійних замовлень Військово-повітряних сил, відповідальним за організацію нових розробок авіаційної техніки та контроль за ходом їх виконання. З 1975 по 1982 рік — начальник цього управління.
З 1982 до 1990 року він – начальник Управління перспективних досліджень та програм озброєння, заступник начальника озброєння Міністерства оборони СРСР. 1984 року Рогозін призначається також головою Міжвідомчої науково-координаційної Ради при Державній комісії Ради Міністрів СРСР з військово-промислових питань.

### Науковець
Після відставки працював провідним науковим співробітником РАН[уточнити].
Доктор технічних наук, професор. Основна наукова діяльність: теорія озброєння, проблеми розвитку озброєнь, військова безпека. У 1991—1992 роках працював у Центрі міжнародних та стратегічних досліджень Олексія Подберьозкіна.

### Політик
У вересні 2005 року очолив список кандидатів у депутати Законодавчих зборів Івановської області від партії «Родина». Проте в інтерв'ю Рогозін зазначив, що «завжди був і залишається комуністом». На виборах 4 грудня 2005 року «Родина» отримала 10,5%. Сам Олег Рогозін відмовився від депутатського мандату.

### Смерть
Помер 24 березня 2010 року в Москві після тяжкої та тривалої хвороби.

## Сім'я

### Батьки
- Мати — Наталія Борисівна Міткевич-Жолток — онука поліцмейстера четвертого відділення Московської міської поліції генерал-майора Миколи Антоновича Міткевич-Жолтка.
- Батько — Костянтин Павлович Рогозін — розкуркулений селянин Іваново-Вознесенської губернії.

### Діти
- Дочка — Тетяна Олегівна Філіппова (Рогозіна) (нар. 1953) — авіаційна інженерка, докторка економічних наук, дружина авіаконструктора Віктора Ліванова.
- Син — Дмитро Олегович Рогозін (нар. 1963) — російський державний діяч.

## Нагороди
- 1976 — орден Трудового Червоного Прапора[2]
- 1981 — орден Жовтневої Революції[3]
- 1983 — Державна премія СРСР[4]
- 1988 — орден «За службу Батьківщині у Збройних Силах СРСР» 3-го ступеня[5].

18 медалей, 3 ордени та 8 медалей країн-учасниць Варшавського договору.
Лауреат Золотої медалі імені генерального конструктора ракетно-космічної техніки академіка Володимира Уткіна у номінації «За внесок у розвиток економіки та зміцнення обороноздатності країни» (2004).